# Ramón Ruiz-Fornells Ruiz
Ramón Ruiz-Fornells Ruiz (n. 1901) va ser un militar espanyol que participà en la Guerra civil.

## Biografia
Nascut en 1901, va ser militar professional. Quan al juliol de 1936 es va produir l'esclat de la Guerra civil ostentava el rang de comandant d'Estat Major.
Es va mantenir fidel a la Segona República i va arribar a ocupar diversos càrrecs en l'Exèrcit republicà. Al llarg de la contesa va ser cap d'Estat Major de la 6a Brigada Mixta, del VI Cos d'Exèrcit, del XVIII Cos d'Exèrcit i, amb posterioritat, de l'Exèrcit d'Extremadura. Cap al final de la contesa va mantenir contactes amb el SIPM franquista i va arribar a donar suport al Cop de Casado al març de 1939. Va arribar a oferir-se com a negociador davant el Bàndol franquista per a concertar el final de la contesa, proposta que els franquistes van rebutjar. Capturat al final del guerra, va ser condemnat a 30 anys de presó, encara que sortiria de presó en 1945.